# طرديلناوية
الطرديلناوية (الاسم العلمي: Tordylieae) هي قبيلة من النباتات تتبع فصيلة الخيمية من رتبة الخيميات.

## أجناس
- الطرديلن (الاسم العلمي:Tordylium)
- الهرقلية (الاسم العلمي:Heracleum)